# دونكان ديفيدسون
دونكان ديفيدسون (بالإنجليزية: Duncan Davidson)‏ (5 يوليو 1954 بإلغين في المملكة المتحدة - ) هو لاعب كرة قدم بريطاني في مركز الهجوم. لعب مع مانشستر سيتي ونادي أبردين وتورونتو بليزارد وتلسا رافنكس وCove Rangers F.C. ‏.

## وصلات خارجية
- دونكان ديفيدسون على موقع قاعدة بيانات كرة القدم.إي يو (الإنجليزية)